# میرکو گوالدی
میرکو گوالدی (ایتالیایی: Mirco Gualdi؛ زادهٔ ۷ ژوئیهٔ ۱۹۶۸) دوچرخه‌سوار اهل ایتالیا است.